# Commer Q4
De Commer Q4 was een vrachtwagen, geproduceerd door de Engelse vrachtwagenproducent Commer voor de Britse krijgsmacht, bedoeld om breed inzetbaar te zijn.

## Aanleiding
Tijdens de terugtrekking van de Britse en Franse legers uit Duinkerken waren grote hoeveelheden militair materieel achtergebleven op de Franse stranden. Er was een acute militaire noodzaak deze verliezen zo snel als mogelijk te compenseren met nieuwe voertuigen. Commer kreeg opdracht om zo snel mogelijk voertuigen voor militair gebruik te produceren.

## Oorlogsversie
Op basis van het civiele Superpoise vrachtwagenchassis werd de eerste versie van de Q4 geproduceerd. Deze Q4 kreeg grotere 10.50 – 16 banden, extra bescherming voor de radiateur en een gestandaardiseerde bestuurderscabine. Deze voertuigen hadden alleen aandrijving op de achterwielen (4x2). Ze werden geproduceerd in de Biscot Road Factory van Commer in Luton. De vrachtwagen kreeg een zescilinder benzinemotor met een cilinderinhoud van 4,1 liter. Het vermogen van de motor was 81 pk.
Naast de standaardvrachtwagen werden speciale versies gebouwd voor zoeklichten en als mobiele werkplaatsen, maar ook bergingsvoertuigen. In totaal zijn zo’n 9200 exemplaren gemaakt tijdens de Tweede Wereldoorlog. De eerste order werd in mei 1940 geplaatst en de laatste in augustus 1943.

## Jaren vijftig
Na de oorlog had het Britse leger een grote hoeveelheid militaire voertuigen. De verscheidenheid was groot en het leger streefde naar meer eenheid. Vanaf 1947 bracht het leger de voertuigen onder in drie categorieën. De Combat (CT) voertuigen zouden in geval van een conflict dicht bij de frontlijn worden ingezet. De voertuigen werden speciaal voor het ministerie ontworpen. De General Service (GS) vrachtwagens waren in principe civiele modellen met aanpassingen voor militair gebruik en ten slotte de Commercial (CL) versies die ver achter de frontlinie gebruikt zouden worden.

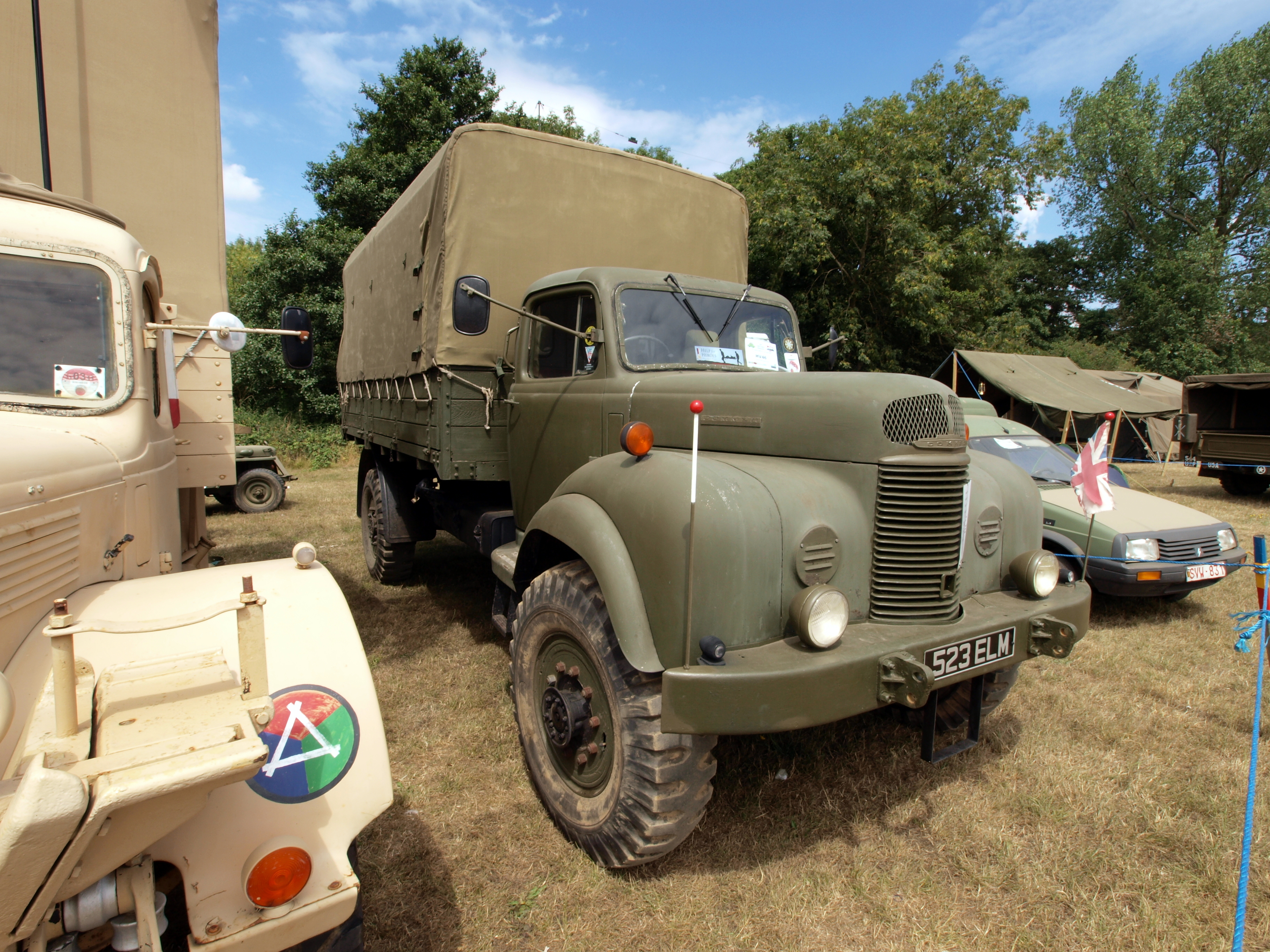
Commer Q4 voor algemeen gebruik

De nieuwe GS versie van de Commer Q4, FV 13200, kreeg vierwielaandrijving en een laadvermogen van 3 ton. Het Superpoisechassis was na de oorlog verbeterd en werd gebruikt voor de militaire versie. Het chassis werd verstevigd en de vering aangepast voor gebruik in terrein. Een nieuwere zescilinder benzinemotor van 4,7 liter werd gemonteerd; het vermogen lag hoger op 95 pk. De versnellingsbak telde vier versnellingen voor- en een achteruit. Door toepassing van een extra reductiebak konden deze versnellingen in zowel een hoge als lage gearing gebruikt worden (4F1Rx2).
Het voertuig werd in vier versies geproduceerd, als vrachtwagen voor algemeen gebruik, als kiepwagen met een korte wielbasis, om een zoeklicht mee te voeren en als mobiele werkplaats. Een aparte versie als licht bergingsvoertuig was opgenomen in de plannen, maar is uiteindelijk niet geproduceerd. De productie begon in 1952 en tot en met 1956 zijn enkele duizenden exemplaren geproduceerd.
In de jaren zestig werden de vrachtwagens voor algemeen gebruik vervangen door de Bedford RL en de meer gespecialiseerde mobiele werkplaatsen zijn rond 1980 van de sterkte afgevoerd. De mobiele werkplaatsen werden afgeschaft door het verdwijnen van wapensystemen, maar ook vanwege een beleidsverandering om voertuigen en materieel niet meer in het veld te herstellen. Kapotte onderdelen werden alleen vervangen en naar herstelcentra ver achter de linies gestuurd.

### Commer Q4 Bikini

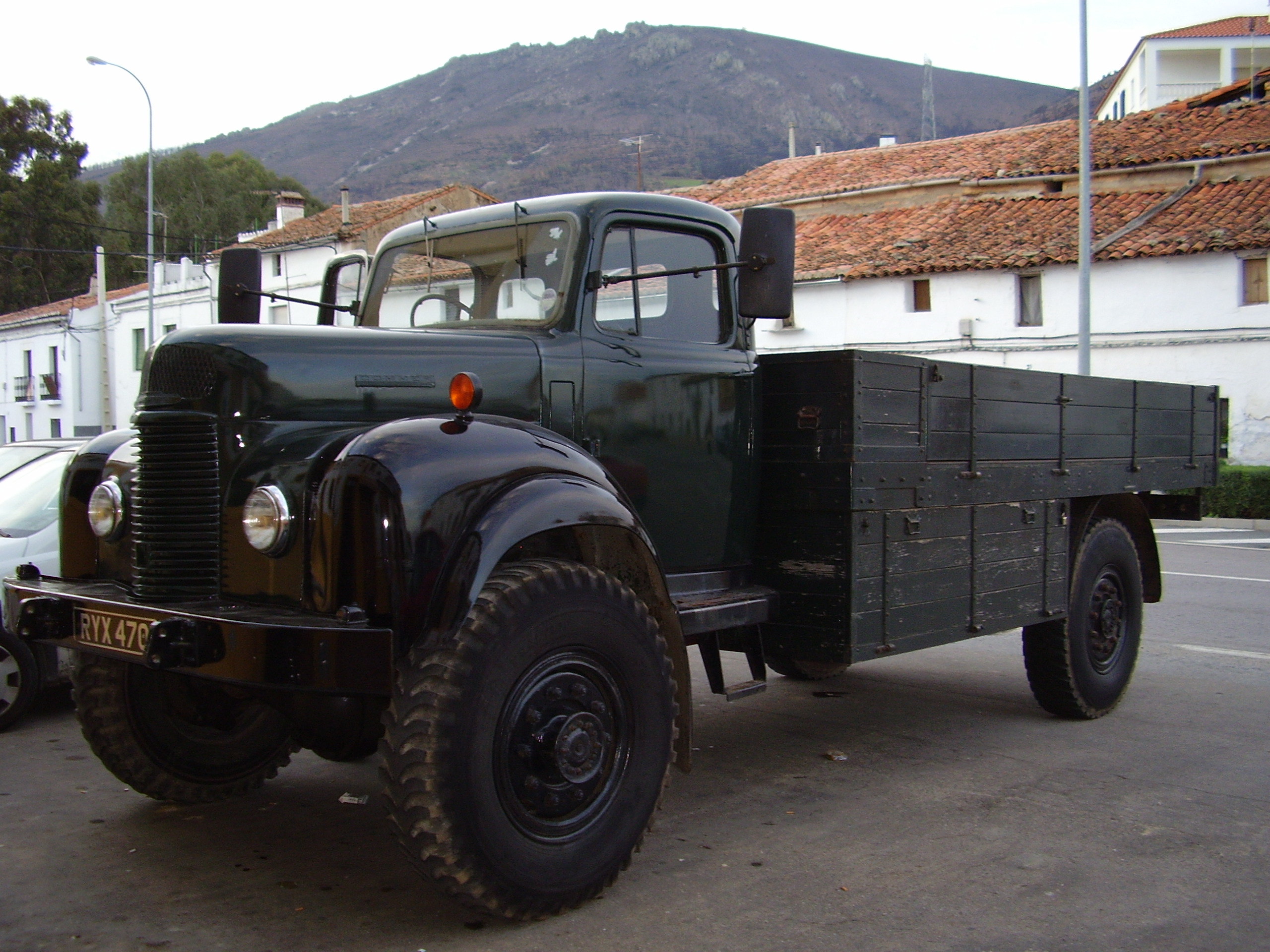
Commer Q4 Bikini

Er was ook een speciale versie voor de Auxiliary Fire Service (AFS) welke in 1948 was opgericht. De Green Goddess was de bluswagen, maar de Commer Q4 werd gebruikt om ervoor te zorgen dat voldoende bluswater aanwezig was. Op het laadgedeelte werd extra waterpompen meegevoerd, drie grote opblaasbare vlotten en veel andere klein materieel. Ze kregen de bijnaam Bikini. De Green Goddess werd nog wel eens ingezet, met name tijdens stakingen van brandweerpersoneel, maar de Bikini werd nauwelijks gebruikt. In 1968 werd de AFS afgeschaft, maar de voertuigen bleven in opslag en pas in de jaren tachtig zijn ze afgestoten en verkocht.